# Juana Whitney
Pour les articles homonymes, voir Whitney.
Juana Whitney, née à Nice en 1857 et morte à Estella-Lizarra, en Navarre, en 1945, est une enseignante basque engagée dans la lutte pour les droits des femmes, la défense de l'environnement et la protection des animaux.
Elle est la mère de la pédagogue Maria, du peintre Gustavo et de l'écrivain Ramiro de Maeztu.

## Biographie
Fille d'un diplomate anglais, elle fait ses études à Paris. Elle y rencontre Manuel de Maeztu Rodríguez -, ingénieur d'origine cubaine, également étudiant dans la capitale française.   
Juana et Manuel ne seront jamais mariés. Ils emménagent à Vitoria-Gasteiz. 
Le couple a cinq enfants : Ramiro, né le 4 mai 1874, Ángela, née le 15 mai 1877, Miguel, né le 29 février 1880, María, née le 18 juillet 1881, Gustavo, né le 30 août 1887.
Juana Whitney devient la matriarche de la famille à la mort de son époux en 1898 à Cuba et doit subvenir seule aux besoins des enfants .

## L'Académie anglo-française
Juana Whitney fonde, en 1894, à Bilbao, l'Académie anglo-française(en espagnol: Academia Anglo-Francesa. Colegio de Señoritas), une école d'avant-garde qui dispense un enseignement laïque et progressiste aux femmes, située au 8 calle Lismona. Ses deux filles Maria et Ángela l'assistent dans cette entreprise,.  
En 1901, Juana Whitney a l'occasion de prendre la chaire de français de l'Université de Salamanque dont le recteur est Miguel de Unamuno. Elle préfère refuser le poste pour se consacrer à son école, dont le nombre d'élèves ne cesse d'augmenter. L'établissement devient l'Académie Maeztu-Whitney et s'installe dans des locaux plus vastes, au no 4 de la rue Obispo Orueta de Bilbao. Elle est aidée financièrement à cette occasion par l'industriel basque Horacio Echevarrieta
L'Académie Maeztu-Whitney devient une référence culturelle dans la ville. Les filles de la classe dirigeante de gauche de Bilbao vont y étudier, comme la fille de l'homme politique basque Indalecio Prieto. Le poète Blas de Otero fréquente également l'école.

## Les droits des animaux et la défense de l'environnement
Dans les années 1920, en plus de son engagement pédagogique et féministe à la direction de son académie, Juana Whitney se consacre à la défense de l'environnement et milite contre la maltraitance animale.
Elle préside l'Asociación Protectora de Animales y Plantas de Bilbao de 1925 à 1930, une organisation qui réclame un plus grand respect de la nature et de l'environnement. Elle met en place des actions pour protéger les animaux des environs de Bilbao, alors que la ville, connaissant un boom économique, s'accroît et se développe.
Elle organise également des campagnes pour protéger les animaux des mauvais traitements infligés par les propriétaires, ou encore demande l'interdiction de la chasse des oiseaux. 
Pour sensibiliser les jeunes générations, elle organise des concours littéraires et musicaux sur le thème de la protection de la nature.

## Guerre d'Espagne
Lorsque la guerre d'Espagne éclate en 1936, son académie doit fermer et son association de protection des animaux est dissoute. Ramiro, son fils aîné, est arrêté par des miliciens républicains et fusillé dès le début du conflit et sa fille Maria doit s'exiler. 
Juana est obligée de se retirer avec son fils Gustavo dans la maison d'Estella-Lizarra où elle reste recluse jusqu'à sa mort le 28 mars 1945. Gustavo décède deux ans après sa mère à Estella.

## Postérité
- Le Portrait de Juana Whitney (Retrato de Juana Whitney), réalisé par son fils Gustavo, est désormais exposé au Musée Gustavo de Maeztu de la ville d'Estella-Lizarra[18].